# Birthe Lemberg
Birthe Lemberg (Frederiksberg, 7 aprile 1925 – Frederiksberg, 7 agosto 2002) è stata una pallamanista e cestista danese.

## Carriera

### Pallamano
Disputò 4 incontri con la Danimarca tra il 1947 e il 1948.

### Pallacanestro
Con la Danimarca disputò due edizioni dei Campionati europei (1954, 1956).